# 达里乌什·梅赫尔朱伊
达里乌什·梅赫尔朱伊（波斯語：‎，羅馬化：Dariush Mehrjui，1939年12月8日—2023年10月14日），伊朗电影导演、编剧。梅赫尔朱伊是1970年初伊朗电影新浪潮的领军人物，其于1969年上映的第二部电影《母牛》被认为是新浪潮运动的第一部作品。梅赫尔朱伊的电影作品大多受文化作品启发，或是改编自伊朗国内外的小说及戏剧。
1999年，梅赫尔朱伊当选伊朗艺术院院士。2023年10月14日，梅赫尔朱伊与妻子在卡拉季遇害身亡，享年83岁。

## 生平

### 早年经历
达里乌什·梅赫尔朱伊生于伊朗德黑兰的一个中产家庭，自幼对波斯细密画及音乐感兴趣，会弹桑图尔和钢琴。梅赫尔朱伊也会花很多时间看电影，尤其是整部没有配音、只靠在场景间插入字卡来解释剧情的美国电影。当时梅赫尔朱伊开始学英语，以便更好地观赏美国电影。给童年梅赫尔朱伊童年影响最深的电影，是維多里奧·狄西嘉的《單車失竊記》。12岁时，梅赫尔朱伊自造一台35毫米胶片投影机，租来了两部电影的胶片，建立起自己的电影院，并向街坊邻居的小朋友售卖电影票。虽然出生在笃信宗教的家庭，梅赫尔朱伊15岁时就失去了信仰，称“对我来说，神的面容逐渐变模糊”。
1959年，梅赫尔朱伊来到美国加利福尼亚大学洛杉矶分校电影系读书，师从让·雷诺阿等人，雷诺阿也被梅赫尔朱伊称为教会自己如何跟演员合作的人。然而学校开设的电影课程着重于电影的技术层面，比较看重老师的质量。梅赫尔朱伊曾这样说他的老师们：“他们不会教你什么非常重要的东西，因为老师们自己都不能在好莱坞拍电影......他们会把好莱坞的腐朽气氛带进课堂，强加给我们。”后来梅赫尔朱伊转到哲学专业，1964年毕业。
1964年，梅赫尔朱伊开办自己的文学杂志《波斯文学评论》（Pars Review），向西方读者介绍波斯文学。期间他写了自己的第一部剧本，计划在伊朗拍摄成片。1965年回流德黑兰，担任记者和编剧的工作。1966年至1968年担任德黑兰外国语学习中心教授，教授文学及英语。他也在德黑兰大学的视听研究中心讲授电影及文学。

### 电影生涯早年

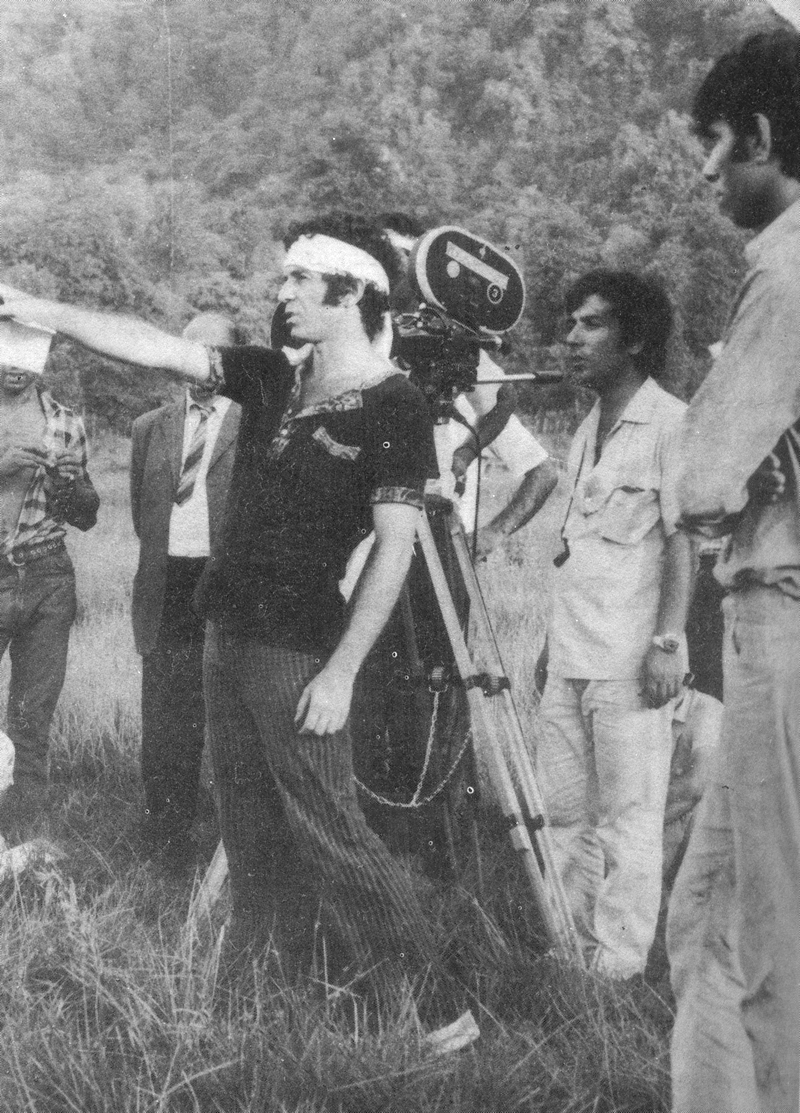
梅赫尔朱伊在电影《邮差》（1971年）拍摄现场导戏

1966年，梅赫尔朱伊的导演处女作《钻石33》上映，该片是对詹姆斯·邦德电影的大成本模仿之作，但票房惨淡，直第二部电影《母牛》才在伊朗国内外取得一定的知名度。
《母牛》是一部充满象征意味的剧情片，讲述一位乡下人对自己养的母牛产生了近乎神话般的依恋。这部电影改编自伊朗文学家、梅赫尔朱伊好友戈拉姆侯赛因·萨伊迪的短篇小说，当时梅赫尔朱伊正在为自己的第二部电影寻找材料，萨伊迪就把自己的故事推荐给了他，两人共同完成剧本创作。在萨伊迪的转介下，梅赫尔朱伊认识了出演过萨伊迪戏剧的伊扎图拉·恩特扎米和阿里·纳西里安，后来梅赫尔朱伊整个电影生涯都与两人合作。电影配乐由霍尔木兹·法尔哈特谱曲。电影于1969年杀青。
片中，恩特扎米扮演生活在伊朗南部偏僻乡村的农民马沙特·哈桑（Masht Hassan），这位哈桑与自己养的母牛关系亲密，而这头母牛也是哈桑唯一的财产（梅赫尔朱伊说恩特扎米甚至扮演了电影中的母牛）。后来村民发现母牛离奇死亡，决定把它埋在地里，事后骗哈桑母牛逃跑了。哈桑因母牛死去悲伤不已，他跑去饲养母牛的谷仓，举止变成了母牛的样子。后来朋友把哈桑送去医院，哈桑最终自杀身亡。
《母牛》虽然是伊朗官方资助的首两部电影的其中一部，但被伊朗文化和伊斯兰指导部禁播一年，很大程度上是因为萨伊迪在伊朗是富有争议的人物。梅赫尔朱伊之后的作品名列批评巴列维王朝，其本人也因此被捕16次。1970年，《母牛》获准在伊朗国内上映，受到高度评价，并在伊朗文化部主办的电影节上获奖，但海外上映仍被禁止。1971年，电影被偷运出境，在当年的威尼斯电影节上首映，没有附带活动、没有配字幕，却成为当年电影节最受关注的事件。电影最终获得威尼斯电影节的国际影评人协会奖。同年晚些时候，恩特扎米获得芝加哥影展最佳男演员奖。
《母牛》和马苏德·基米艾的《凯撒》、纳赛尔·塔克瓦伊的《人前的安宁》一道，成为了伊朗电影新浪潮运动的开山之作，《母牛》也被认为是伊朗电影历史的转折点。《母牛》忽略了电影呈现票房吸引力应具备的所有传统元素，但获得观众巨大的热情。电影也在海外放映，获得影评人的高度赞扬。在伊朗影坛享有一度知名度的演员都在片中出演。
等待《母牛》上映并获得国际社会认可期间，梅赫尔朱伊又忙于另两部电影的执导工作。1970年，梅赫尔朱伊拍摄喜剧电影《天真先生》，担任出演及编剧。梅赫尔朱伊表示，经过了《母牛》这部审查问题多多的电影，他更想拍一部没有问题的电影。法赫里·霍尔瓦什和恩特扎米担任电影主演。
电影中，纳西里安扮演了一位头脑简单又幼稚，准备去德黑兰找老婆的乡下人。在德黑兰这座大城市，乡下人遭到百般刁难，经常上骗子的当。乡下人跑到服装店里买一套婚礼礼服，结果碰到了一位年轻貌美的女性（法赫里·霍尔瓦什饰演），并向她求婚。然而这位女性拒绝了乡下人的求婚，还偷走了乡下人的钱，后来证实她是一名妓女。乡下人两手空空地回到了乡下，对世界的理解增进了几分。
《天真先生》于1971年在德黑兰的塞帕斯电影节放映，获最佳电影及最佳导演奖。同年晚些时候，电影亮相第7届莫斯科国际电影节。电影取得不俗的票房成绩。
《天真先生》的拍摄工作完成后，梅赫尔朱伊于1970年回到美国加利福尼亚州伯克利，开始将格奥尔格·毕希纳的《沃伊采克》改编为符合当代伊朗社会的作品。同年晚些时候，梅赫尔朱伊回到伊朗拍摄《邮差》，继续由纳西里安、恩特扎米和贾勒·萨姆主演。
在《邮差》这部电影里，纳西里安扮演生活陷入混乱的悲惨公务员塔吉。塔吉白天闷闷不乐地担任邮差，晚上还要打两份兼差以偿还债务。痛苦的生活让邮差患上阳痿，让他的雇主、一位业余草药师看准机会，在他身上实验新药。塔吉异想天开地认为自己会赢得国家的彩票大奖。后来塔吉发现妻子成了镇上最有钱的地主的情妇，于是逃进了深山老林里，享受短暂的和平及宁静。妻子过来找塔吉，塔吉一怒之下杀了她，最终锒铛入狱。
和《母牛》一样，《邮差》也遭遇审查压力，几经波折之下才在1972年上映。电影于伊朗的第1届德黑兰国际电影节和塞帕斯电影节放映，也在第33屆威尼斯影展（获特别提及）、第22届柏林国际电影节（获国际电影奖）和第25屆坎城影展（入选導演雙週单元）放映。

### 《循环》
1973年，梅赫尔朱伊执导了个人最负盛名的电影《循环》。该片起源于朋友建议梅赫尔朱伊去调查伊朗的非法血液交易市场，调查结果让梅赫尔朱伊大吃一惊，并把这个想法介绍给戈拉姆侯赛因·萨伊迪，萨伊迪恰好以这个题材创作戏剧《垃圾箱》（آشغالدونی），而《垃圾箱》也成了《循环》的基础。在伊朗医护人员群体的压力下，文化部推迟了一年才给电影批出许可证，电影于1974年正式开拍。电影由赛义德·坎加拉尼、埃斯梅尔·穆罕默迪、伊扎图拉·恩特扎米、阿里·纳西里安和福楼赞主演。
在电影中，坎加拉尼扮演青少年阿里，阿里把病入膏肓的父亲穆罕默迪带去德黑兰治病。由于太过穷困，两人无法获得医院救助。萨梅里医生（恩特扎米扮演）表示可以为两人提供救命钱，前提是两人走非法渠道向血液库卖血。阿里不仅同意卖血，还为萨梅里医生招募卖血人，在此过程中传播了疾病。阿里又遇到打算建立合法血液库的另一位医生（纳西里安扮演），两人共同破坏了萨梅里医生的邪恶计划。阿里又遇到一位年轻的护士（福楼赞饰演），两人最终相爱。随着阿里逐渐深入萨梅里医生的血液走私网络，阿里父亲的病情也逐渐恶化，最终撒手人寰，而阿里也要在正邪的道路间做出抉择。电影的片名《循环》出自哈菲兹的诗句“因为宇宙的循环，我的心在滴血”。
《循环》虽然获得伊朗文化部资助，但获得伊朗医学界的强烈反对，最终被禁播三年。后来美国总统吉米·卡特的政府宣布要帮助伊朗实现人权及思想自由，向伊朗当局施压，电影最终于1977年上映。由于当时伊朗电影市场的档期较满，电影改在巴黎首映，后来在海外发行，获得如潮好评，被认为与路易斯·布努埃尔的《被遗忘的人们》和皮埃尔·保罗·帕索里尼的《乞丐》有异曲同工之妙。电影于1978年获第28届柏林国际电影节國際影評人協會奖。
《循环》上映的当时，伊朗政坛急剧变化，1979年伊朗革命蓄势待发，严格电影审查也迎来了逐渐宽松的时期，梅赫尔朱伊等伊朗电影人希望的景象逐渐到来。等待《循环》上映期间，梅赫尔朱伊又拍了几部纪录片，其中一部是由伊朗国家广播电视台委托制作、于1974年上映的《阿拉木特》。伊朗输血中心也委托梅赫尔朱伊制作三部关于安全健康捐血的纪录短片，这几部电影在后来几年被世界卫生组织在几个国家推广。1978年，伊朗卫生部委托梅赫尔朱伊制作关于肾脏移植的纪录片《Peyvast kolieh》。

### 伊朗革命后的电影生涯
经过1978年的罢工与示威行动，伊朗伊斯兰革命于1979年正式爆发。1979年2月11日，人多势众的伊朗人民敢死游击队组织与叛军向效忠于穆罕默德-礼萨·巴列维的军队发动武装巷战，最终击败了巴列维的军队，巴列维王朝宣告倒台。1979年4月1日，伊朗举行公投，通过成立伊朗伊斯兰共和国并批准通过全新的宪法，鲁霍拉·穆萨维·霍梅尼因新宪法于1979年12月成为伊朗最高领袖。
梅赫尔朱伊表示自己“对参与革命十分热情，用几英里的胶卷记录每天发生的事情”。革命结束后，巴列维王朝设下的审查制度被撤销，艺术自由曾有一段时间在伊朗蓬勃兴盛。据称阿亚图拉霍梅尼曾在伊朗的电视台看过梅赫尔朱伊的《母牛》，而且非常喜欢，称赞其“很有启发性”，并委托制作新的拷贝来发行。然而没过多久，霍梅尼就推出了全新的电影审查制度，要求电影必须遵循伊斯兰教法，后续拍摄的时候必须有一名政府工作人员在场监督。
1980年，梅赫尔朱伊执导电影《我们想上的学校》，由伊扎图拉·恩特扎米和阿里·纳西里安主演，改编自费雷杜恩·杜斯特达的剧情。电影由伊朗儿童青年智力发展研究所赞助拍摄，该研究所的电影制作部由阿巴斯·奇亞羅斯塔米等人共同创办。电影被认为暗喻了新近发生的伊朗革命，讲述一群高中生联合起来反抗独断专横的校长的故事。影评人哈吉尔·达尤什批评电影是宣传作品，指责梅赫尔朱伊为霍梅尼政权工作多过为自己拍片。
1981年，梅赫尔朱伊全家与几位伊朗难民搬到法国巴黎，在那里共同生活了几年。在此期间，梅赫尔朱伊为法国电视台制作了一部介绍诗人阿蒂尔·兰波的半纪录片体裁长片《兰波故乡之旅》（Voyage au Pays de Rimbaud）。该片于1983年在威尼斯电影节及倫敦影展放映。1985年，梅赫尔朱伊携家人回到伊朗，继续在霍梅尼政权下拍片。
1989年，展现一位生活逐渐崩溃的知识分子的《哈蒙》上映，梅赫尔朱伊在片中描绘他这一代人在革命后从政治转向宗教神秘主义的历程。该片被伊朗《电影月刊》的读者及撰稿人评为有史以来最出色的伊朗电影。
1995年，在未经授权的情况下，梅赫尔朱伊以杰罗姆·大卫·塞林格的小说《弗兰妮与祖伊》为蓝本创作电影《帕里》。当时伊朗与美国没有正式的版权协议，电影在伊朗得到合法发行。电影曾计划于1998年在林肯表演艺术中心放映，但被塞林格和律师团队出面阻止。梅赫尔朱伊称塞林格的行为“令人困惑”，觉得自己的电影是“一种文化交流”。1997年，讲一对城市中上层阶级夫妇得知妻子无法生育的情景剧《女人花》上映。

## 电影风格与影响
现代伊朗电影起源于梅赫尔朱伊，伊朗艺术电影中的现实主义、象征主义及感性层面由梅赫尔朱伊带入。梅赫尔朱伊的电影与羅伯托·羅塞里尼、維多里奧·狄西嘉和萨蒂亚吉特·雷伊等人的作品有相像之处，但梅赫尔朱伊的电影加入一些伊朗特有的元素，在此过程中掀起了现代最伟大的电影新浪潮。
梅赫尔朱伊的作品经常表达对当代伊朗社会的不满，尤其是城市。他的电影《梨子树》（1999年）被认为是审视伊朗资产阶级的典范之作。自1969年的《母牛》以来，梅赫尔朱伊与马苏德·基米艾和纳赛尔·塔格瓦伊等人为伊朗电影的文艺复兴，即伊朗电影新浪潮铺平了道路。

## 遇害身亡
2023年10月14日，达里乌什·梅赫尔朱伊与妻子瓦希德·穆罕默德迪法尔在伊朗卡拉季梅什金达什特的别墅中遇害。当局对凶手及其作案动机进行调查，案件细节与调查过程尚未公开。案发前夕，梅赫尔朱伊的作家妻子瓦希德在社交媒体收到由非伊朗人发出人身威胁，称会持刀杀死她。梅赫尔朱伊生前的遗作为《小调》。

## 作品名录
- 《钻石33》（1967年）
- 《母牛（英语：The Cow (1969 film)）》（1969年）
- 《天真先生（英语：Mr. Naive）》（1970年）
- 《邮差》（1971年）
- 《循环（英语：The Cycle (1975 film)）》（1975年）
- 《我们想上的学校》（1981年）
- 《兰波故乡之旅》（1983年，在法国制作的纪录片）
- 《房客（英语：The Lodgers (1987 film)）》（1987年）
- 《狂野的巴夫蒂》（1988年）
- 《哈蒙（英语：Hamoun (film)）》（1989年）
- 《夫人》（1991年）
- 《萨拉（英语：Sara (1992 film)）》（1993年）
- 《帕里（英语：Pari (1995 film)）》（1995年）
- 《女人花（英语：Leila (1996 film)）》（1996年）
- 《梨子树（英语：The Pear Tree）》（1998年）
- 《混合（英语：The Mix (Iranian film)）》（2000年）
- 《活下去（英语：To Stay Alive）》（2002年）
- 《妈妈的客人（英语：Mum's Guest）》（2004年）
- 《扬琴手（英语：Santouri (film)）》（2007年）
- 《车站的马博布（英语：Beloved Sky）》（2010年）
- 《橙色制服（英语：The Orange Suit）》（2012年）
- 《风水大赢家（英语：Good to Be Back (2013 film)）》（2013年）
- 《魂魄（英语：Ghosts (2014 film)）》（2014年）
- 《小调》（La minor，2020年）

## 奖项
梅赫尔朱伊一生获得49个奖项，包括：
- 聖塞瓦斯蒂安國際電影節金贝壳奖（1993年）
- 芝加哥影展雨果奖（1998年）
- 晨曦国际电影节（英语：Fajr Film Festival）斯莫格水镜奖（英语：Crystal Simorgh）（2004年）
- 第1届Diorama国际电影节与电影市场终身成就奖（2019年）

## 延伸阅读
- Hamid Dabashi（英语：Hamid Dabashi）, Masters & Masterpieces of Iranian Cinema, 451 p. (Mage Publishers, Washington, DC, 2007); Chapter IV, pp. 107–134: Dariush Mehrjui; The Cow. ISBN 0-934211-85-X